# Rolf Heilmann
Rolf Heilmann (* 11. Juni 1960 in Burgstädt) ist ein deutscher Physiker, Hochschullehrer und Autor.

## Leben und Wirken
Rolf Heilmann studierte Physik an der Universität Leipzig und wurde dort 1991 mit einer Arbeit zur Photolumineszenz an Verbindungshalbleitern promoviert. Anschließend arbeitete er im Deutschen Zentrum für Luft- und Raumfahrt an der Entwicklung von Lasern für die optische Kommunikation zwischen Satelliten. In der Firma Kayser-Threde entwickelte er Lidar-Systeme zur Erhöhung der Sicherheit im Flugverkehr. 
Seit 1996 ist Heilmann Professor für Messtechnik an der Hochschule für angewandte Wissenschaften München und lehrt Physik, Sensorik, Digitale Signalverarbeitung und Photonik. Außerdem wirkt er als Kursleiter in der Ingenieurweiterbildung an der Technischen Akademie Esslingen. Seine aktuellen Arbeitsgebiete sind die Simulation von optischen Messsystemen und neue Konzepte der Hochschuldidaktik für Physik und Ingenieurwissenschaften.
Heilmann war von 2008 bis 2021 Vorsitzender des Fachbereichstages Physikalische Technologien an deutschen Hochschulen und wirkte in dieser Funktion aktiv an der Gestaltung neuer Studiengänge mit. Er ist Autor von Sachbüchern und hält populärwissenschaftliche Vorträge für Erwachsene und im Rahmen der Kinderuni.

## Veröffentlichungen (Auswahl)
- Die Geheimnisse der Kristalle. Die Metamorphose vom Heilstein zum Computerchip. Springer, Berlin 2024, ISBN 978-3662693568.
- Der Himmel! Ein Expedition in die Welt über uns. Hirzel, Stuttgart 2021, ISBN 978-3777628974.
- Rauschen in der Sensorik. Springer, Wiesbaden 2020, ISBN 978-3-658-29213-3.
- Eine Anleitung zum schnellen Denken. Mit Physik zum Erfolg. Langen Müller, Stuttgart 2018, ISBN 978-3784434483.
- Auch Physiker kochen nur mit Wasser. Wo die Wissenschaft an ihre Grenzen gerät. Herbig, München 2015, ISBN 978-3776627572.
- Licht. Die faszinierende Geschichte eines Phänomens. Herbig, München 2013, ISBN 978-3776627114.